# Einheitlicher Bankenabwicklungsmechanismus
Der Einheitliche Bankenabwicklungsmechanismus, auch einheitlicher europäischer Bankenabwicklungsmechanismus (Abkürzung SRM von englisch Single Resolution Mechanism), ist eine EU-Verordnung mit dem Langnamen Verordnung (EU) Nr. 806/2014 des Europäischen Parlaments und des Rates vom 15. Juli 2014 zur Festlegung einheitlicher Vorschriften und eines einheitlichen Verfahrens für die Abwicklung von Kreditinstituten und bestimmten Wertpapierfirmen im Rahmen eines einheitlichen Abwicklungsmechanismus und eines einheitlichen Abwicklungsfonds sowie zur Änderung der Verordnung (EU) Nr. 1093/2010.
Mit dieser Verordnung gelten seit dem 1. Januar 2015 einheitliche Regeln für die geordnete Abwicklung oder Sanierung von illiquiden europäischen Banken. Dies ist der zweite zentrale Pfeiler der europäischen Bankenunion; der SRM ergänzt den einheitlichen Bankenaufsichtsmechanismus (Abkürzung SSM von englisch Single Supervisory Mechanism), durch den die Aufsicht über Großbanken in der Eurozone seit Herbst 2014 einheitlich von der Europäischen Zentralbank (EZB) ausgeübt wird.

## Hintergründe
Durch die negativen Erfahrungen der globalen Finanzkrise ab 2007 und der Eurokrise ab 2009 wuchsen in der Europäischen Union die Bemühungen zur stärkeren einheitlichen Regulierung der europäischen Finanzmärkte. Infolgedessen wurde 2011 das Europäische Finanzaufsichtssystem mit drei europäischen Finanzaufsichtsbehörden für das Bankwesen (EBA), das Versicherungswesen (EIOPA) und das Wertpapierwesen (ESMA) gegründet. Das System sah vor, dass die Regulierung der Finanzmärkte weitgehend auf europäischer Ebene beschlossen wird, die Einhaltung der Standards jedoch weiterhin primär von den nationalen Aufsichtsbehörden der EU-Länder überwacht wird. Durch die weitere Entwicklung, insbesondere durch die Staatsschuldenkrise in Zypern seit 2011, bei der die nationale Bankenaufsicht nicht ausreichend auf die Krise reagiert hatte, wurde das gerade erst etablierte System der europäischen Finanzaufsicht bereits wieder in Frage gestellt.
Am 13. Dezember 2012 einigten sich die europäischen Finanzminister auf Eckpunkte zur Schaffung einer einheitlichen Bankenaufsicht unter dem Dach der EZB. Auf dem EU-Gipfel der 27 Staats- und Regierungschefs wurde zudem beschlossen bis Juni 2013 konkrete Vorschläge zu einem gemeinsamen Fonds zur Abwicklung illiquider Banken und zur Einlagensicherung auszuarbeiten. Am 10. Juli 2013 präsentierte die Europäische Kommission ihre Vorschläge für einen einheitlichen Bankenabwicklungsmechanismus. Am 18. Dezember 2013 einigten sich die Finanzminister der Eurozone auf eine gemeinsame Position zur Ausgestaltung des Abwicklungsmechanismus, die sich in zwei Instrumenten materialisiert:
- Abwicklungsrichtlinie (Abkürzung BRRD) – sie definiert die einheitliche Abwicklungsregeln für alle Banken in der gesamten EU
- Einheitlicher Bankenabwicklungsmechanismus (SRM) – er gestaltet die Abwicklungsregeln (aufbauend auf der Abwicklungsrichtlinie) für die Großbanken der Eurozone aus und verfügt über einen gemeinsamen Fonds zur Finanzierung ordentlicher Bankenabwicklung.

Am 15. April 2014 erfolgte die förmliche Verabschiedung der gesetzlichen Grundlagen durch das Europäische Parlament.

## Organisation und Funktionsweise
Der einheitliche Bankenabwicklungsmechanismus erstreckt sich grundsätzlich auf die Großbanken, die ab Herbst 2014 im einheitlichen Aufsichtsmechanismus unter die Aufsicht der EZB gestellt wurden. Die Anzahl der von EZB beaufsichtigten Großbanken ist 120 (Stand Oktober 2014). Die anderen Institute, darunter in Deutschland die Mehrzahl der Sparkassen und Volksbanken und alle Banken der EU in Nicht-Euro-Staaten, werden im Ernstfall von nationalen Behörden nach den einheitlichen Regeln der Abwicklungsrichtlinie abgewickelt. Der SRM gilt somit nur für die Staaten der Eurozone; Nicht-Euro-Staaten können sich aber freiwillig beteiligen.
Der SRM besteht aus dem einheitlichen Abwicklungsgremium (Single Resolution Board, SRB) und dem einheitlichen Abwicklungsfonds (Single Resolution Fund, SRF).

### Das Abwicklungsgremium
Das Abwicklungsgremium (englisch Single Resolution Board, abgekürzt SRB) mit Sitz in Brüssel ist eine Agentur der Europäischen Union und entscheidet über die Verwendung der Mittel des Fonds; der Einsatz der Mittel ist bedingt an die ordnungsgemäße Abwicklung einer betroffenen Bank nach den Grundsätzen der europäischen Abwicklungsrichtlinie unter Aufsicht des SRB. Das SRB setzt sich aus einem Exekutivdirektor, dessen Stellvertreter, vier hauptamtlichen Mitgliedern und Vertretern der nationalen Abwicklungsbehörden zusammen; die Kommission und die EZB werden anders als ursprünglich angedacht nur Beobachter und keine Mitglieder sein. Die an das SRB angehängte Behörde hatte Ende 2021 458 Mitarbeiter.
Grundsätzlich beurteilt die EZB in ihrer Eigenschaft als Bankenaufseherin die Tragfähigkeit einer Bank. Stellt sie fest, dass eine Bank in gefährliche Schieflage geraten ist, tritt das SRB zusammen, um die Modalitäten für die Abwicklung oder Sanierung auszuarbeiten. Die EU-Kommission kann das Votum des Gremiums billigen oder zurückweisen und soll zudem den Ministerrat informieren. Die Abwicklung soll innerhalb von 24 Stunden eingeleitet werden, wenn EU-Kommission und Mitgliedsländer keinen Einspruch erheben.

### Der Abwicklungsfonds
Wenn die Mittel der Aktionäre, Gläubiger und großen Einleger einer Bank nicht ausreichen, um eine in Notlage geratene Bank ordentlich abzuwickeln, kann der einheitliche Abwicklungsfonds (SRF) unter Anleitung des SRB einspringen. Der SRF tritt für die SRM-Staaten an die Stelle der nationalen Abwicklungsfinanzierungsmechanismen (etwa SoFFin in Deutschland). Zielwert für die Finanzausstattung des SRF sind wie in der Bundesrepublik Deutschland 1 Prozent der geschützten Einlagen, nach Stand Mitte 2014 etwa 55 Milliarden Euro, die binnen acht Jahren aufgebaut werden sollen. Die Beitragspflicht umfasst alle in den SRM-Staaten niedergelassenen Banken unabhängig davon, ob sie im SSM unter die direkte Aufsicht der EZB oder einer nationalen Behörde fallen.
Mit dem SRF wird im Ergebnis bis 2023 eine Vergemeinschaftung der Haftung für Bankenschieflagen erzielt. Um die Europäisierung der Haftung mit der Europäisierung der Kontrolle grob zu synchronisieren, sieht das Konzept einen graduellen Übergang hin zu einer Abwicklungsfinanzierung auf europäischer Ebene vor. Der SRF bleibt während einer Übergangszeit von acht Jahren in nationale Kammern („compartments“) unterteilt, die sich aus den Beiträgen der Banken der jeweiligen Staaten speisen. Die Inanspruchnahme der verschiedenen nationalen Kammern zur Abwicklung einer Bank ist allerdings in ihrer Größenordnung begrenzt: Können im ersten Jahr noch 100 % dieser Kammern aufgezehrt werden, so sinkt dieser Prozentsatz im zweiten Jahr auf 60 %, im dritten Jahr auf 40 % und danach linear weiter. Ist diese Obergrenze erreicht, so findet auf einer zweiten Stufe ein der Höhe nach ebenfalls begrenzter Rückgriff auf die Kammern aller übrigen Mitgliedstaaten statt, also auch derer, in denen die betroffene Bank nicht tätig war. Der Prozentsatz für die zulässige Höhe der Inanspruchnahme dieser Kammern steigt graduell an. Folge dieses Prozesses ist, dass nach Ablauf der Übergangszeit keinerlei Differenzierung mehr zwischen nationalen Kammern stattfindet und die Haftung vollständig vergemeinschaftet ist. Die Kammern werden somit letztlich zugunsten eines einheitlichen Fonds aufgelöst.

## Rezeption
Dass die italienische Bank Banca Monte dei Paschi di Siena, die 2016 in extreme Schieflage geriet, mit EU-Erlaubnis vom italienischen Staat unter Berufung auf die „vorsorglichen Bankenrekapitalisierung“ – die ausdrücklich nur für den Fall der „Gefahr einer schweren Finanzkrise“ vorgesehen war – unter Anspruchnahme von Steuergeldern gerettet wurde, halten viele Kritiker für einen klaren Bruch der EU-Regelungen. Der deutsche Historiker Rainer Zitelmann urteilte „Die Rettung der Banca Monte dei Paschi zeigt einmal mehr die Italienisierung Europas“.